# David Córcoles
David Córcoles Alcaraz (ur. 8 maja 1985 w Alicante) – hiszpański piłkarz występujący na pozycji obrońcy w Albacete Balompié.